# Peter Hess
Pour les articles homonymes, voir Hess.
Peter Hess, né le 14 mai 1948 à Unterägeri dans le canton de Zoug (Suisse), est un homme politique suisse, membre du Parti démocrate-chrétien. Il est également avocat d'affaires et conseiller fiscal pour les grandes fortunes.

## Carrière
En 1999, Peter Hess perd l’élection pour le conseil fédéral au sixième tour à une voix près contre Joseph Deiss.
Ancien président du Conseil national suisse jusqu'en 2001, Peter Hess siégeait parallèlement dans quarante-huit conseils d'administration. Certaines de ses sociétés étaient basées à Panama et aux îles Vierges britanniques. Sous la pression des médias, il démissionne en 2001 des quarante-huit conseils d'administration.
- 1979-1982 : Conseiller communal de la ville de Zug
- 1983-2003 : Conseiller national
- 2000-2001 : Président du Conseil national suisse

### Lien avec l'affaire Giroud
Pour un article plus général, voir Affaire Giroud.
En 2003, Dominique Giroud crée deux sociétés à Zoug (Weinhandel Edelweiss AG et Torcularia Holding AG) ; elles sont administrées par Peter Hess. Ces sociétés sont impliquées dans des montages de fraude fiscale de l'affaire Giroud.